# Černá kuchyně

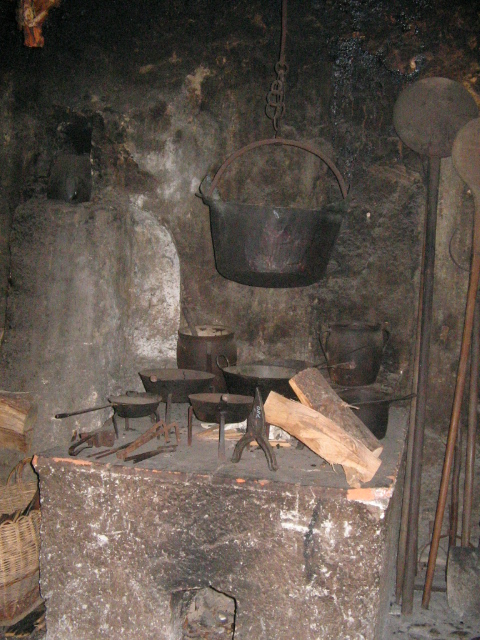
Černá kuchyně (Črna kuhinja)
expozice „Liznjekova domačija“
Kranjska Gora Slovinsko

Černá kuchyně tvoří prostor v domě, převážně v zadní či boční části síně, s otevřeným komínem trychtýřovitého tvaru o větším průměru, zvaného též lezák či plášťák, pod nímž bylo otevřené ohniště, v pozdějších dobách pak různá topná zařízení, jako např. sporák či pec. Do černé kuchyně se převážně vstupovalo ze vstupních prostor domu, na hradech a zámcích tvořila samostatné prostory mimo obytné části, často doplněné zdrojem užitkové či pitné vody. Býval v ní zabudován kotel pro přípravu nápojů pro dobytek či na vyvařování prádla. Ve stěně nad ohništěm bylo ústí pece a kamen postavených ve světnici. Taková černá kuchyně pak sloužila nejen k přípravě pokrmů, ale i k přikládání do kamen. Vařilo se na trojnožkách, roštech či v hrncích. V některých případech rozšířený komín sloužil k uzení masa.

## Historie
Černou kuchyni znali již Římané, byla budována v patricijských domech. V Česku se začala rozšiřovat od druhé poloviny 16. století, když nahradila dymné jizby. Největšího rozšíření dosáhla v 18. a 19. století, do značné míry díky přísnějším protipožárním předpisům. Postupně se měnila ze součásti síně na samostatnou místnost. Zpočátku jimi byly vybaveny hostince, mlýny, fary a šlechtická sídla. Konec je spojen se zaváděním tahových komínů, do nichž ústily přímo obsluhovaná kamna či sporáky. Název pochází od stěn zčernalých kouřem vystupujícím z otevřeného ohniště. Co se týká vybavení, venkovské kuchyně bývaly obvykle vybavené velice skromně, pouze prostým nábytkem bez jakéhokoliv zdobení. Při jejich výrobě se využívaly přírodní materiály a barvy.

## Lokální názvy
S rozšířením černé kuchyně na venkovské stavby se rozšířily i nářeční a lokální názvy. V Čechách se jí říkalo kuchyňka, v okolí Nymburka černý krb, na západní a střední Moravě ohnisko, na Slovácku kútek, na Brněnsku nothert.

## Kam za černou kuchyní

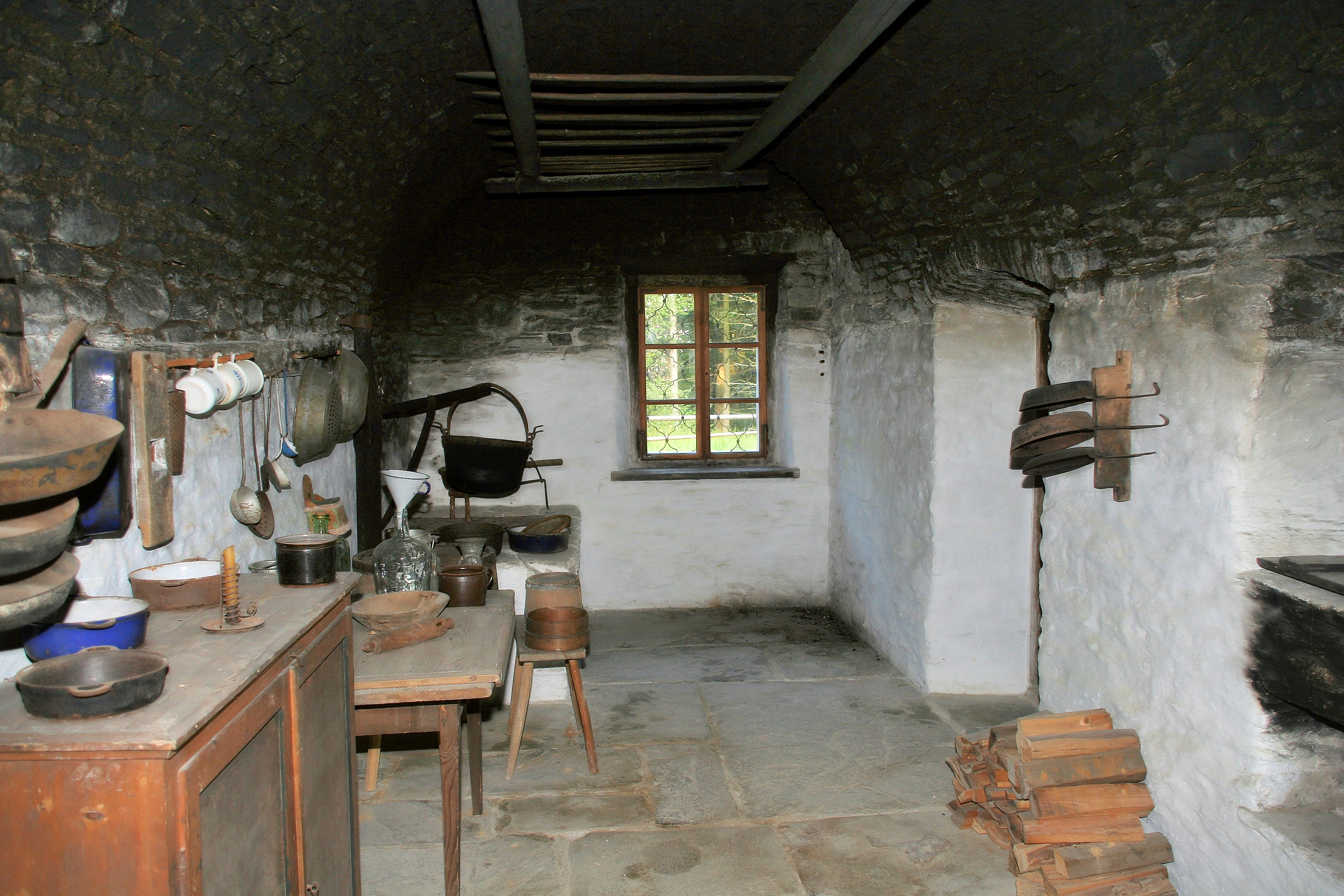
Černá kuchyně
Freilichtmuseum Salcburk

Ojediněle i dnes jsou zachovány černé kuchyně v soukromých venkovských stavbách, ke zhlédnutí tvoří součásti skanzenů – Vysoký Chlumec, muzeí – Kouřim (Muzeum lidových staveb), Horní Slavkov, Vlastivědné muzeum v Železnici, restaurována byla černá kuchyně na radnici v Jihlavě. Z hradů a zámků stojí za podívání Křivoklát, kde je umístěna ve věži Huderka, dále např. na hradech Pecka, Jindřichův Hradec, Švihov, Roupov nebo na zámcích Radim a Veltrusy či Vlksice (tvrz)